# Aldo Parecchini
Aldo Parecchini (n. Nave, 21 de diciembre de 1950) es un ciclista profesional italiano que fue profesional de 1973 a 1980.

## Palmarés
1972
- Milán-Busseto

1976
- 1 etapa del Tour de Francia[1]

1978
- 1 etapa del Giro di Puglia

## Resultados en Grandes Vueltas y Campeonatos del Mundo
Durante su carrera deportiva ha conseguido los siguientes puestos en las Grandes Vueltas y en los Campeonatos del Mundo en carretera:
| Carrera         | 1973 | 1974 | 1975 | 1976 | 1977  | 1978 | 1979 | 1980 |
| --------------- | ---- | ---- | ---- | ---- | ----- | ---- | ---- | ---- |
| Giro de Italia  | 91.º | -    | -    | -    | 104.º | -    | 71.º | -    |
| Tour de Francia | -    | 97.º | -    | Ab.  | -     | -    | -    | -    |
| Vuelta a España | -    | -    | -    | -    | -     | -    | -    | -    |
| Mundial en Ruta | -    | -    | -    | -    | -     | -    | -    | -    |

-: no participa

Ab.: abandono